# Cotesia tibialis
Cotesia tibialis är en stekelart som först beskrevs av Curtis 1830.  Cotesia tibialis ingår i släktet Cotesia och familjen bracksteklar. Arten är reproducerande i Sverige. Inga underarter finns listade i Catalogue of Life.